# Litauischer Juristenverein
Der Litauische Juristenverein (litauisch Lietuvos teisininkų draugija) ist eine Vereinigung mit Sitz in Vilnius, deren über 1000 Mitglieder Juristen in Litauen sind. Der Verein hat bestimmte Rechte, die nach den litauischen Gesetzen vorgesehen sind. Er schlägt drei Mitglieder der nationalen Obersten Wahlkommission Litauens (VRK), die Kandidaten zu den Mitgliedern der Wahlkommissionen der unteren Ebene, zwei Kandidaten für die Ethikkommission des öffentlichen Dienstes Litauens und der Litauischen Hörfunk- und Fernsehkommission vor. Die Gesellschaft ist die Gesellschafterin der Stiftung zur Unterstützung von Presse, Radio und Fernsehen sowie Aktionärin (Gründerin) des Wirtschaftsschiedsgerichts Vilnius.
Der Verein wurde am 14. Januar 1920 gegründet. 1996 gründete der Verein den Verlag Justitia zur Herausgabe der juristischen Zeitschrift Justitia (seit 2003 mit der Beilage „Teisės žinios“).
Zu seinen Zielen gehören legislative Vorschläge zur Stärkung der demokratischen Regierung und die Betreuung junger Juristen sowie deren qualifizierter Ausbildung. Der Verein strebt des Weiteren an, die Kommunikation zwischen Wissenschaft und Praxis zu stärken.

## Leitung
Vorsitzende:
- 1989–1992: Zenonas Namavičius
- 1992–1998: Kęstutis Juozas Stungys
- 1998–2004: Vidmantas Egidijus Kurapka
- 2004–2010: Stasys Šedbaras
- 2010–2013: Tomas Davulis
- 2013–2016: Ignas Vėgėlė
- seit 2016: Vytautas Nekrošius

Stellvertreter: Tomas Davulis (2007–2010, 2013–), Vytautas Nekrošius (bis 2016),  Stasys Šedbaras (2013–) u. a.
Vorstandsmitglieder: Laima Garnelienė (2013–), Inga Karalienė (2013–), Leonas Virginijus Papirtis (2013–) etc.